# 青銅聖闘士
青銅聖闘士（ブロンズセイント）は、車田正美の漫画『聖闘士星矢』、およびそれを原作とする同名のアニメに登場する架空の人物達である。
『聖闘士星矢 NEXT DIMENSION 冥王神話』、『聖闘士星矢 THE LOST CANVAS 冥王神話』、『聖闘士星矢EPISODE.G』、『聖闘士星矢 ギガントマキア』、『聖闘士星矢Ω』での諸設定については、それぞれ聖闘士星矢 NEXT DIMENSION 冥王神話の登場人物、聖闘士星矢 THE LOST CANVAS 冥王神話の登場人物、聖闘士星矢EPISODE.G#青銅聖闘士、聖闘士星矢 ギガントマキア#聖闘士、聖闘士星矢Ω登場人物一覧を参照。

## 概要
青銅聖衣を身に纏う最下級の聖闘士。総数は48人。基本的には白銀聖闘士の補助が任務であるが、音速以上の拳を持つなど、その実力は常人を遥かに凌駕している。一般的な青銅聖闘士の打撃速度はマッハ1（相手との距離を3.4メートルと仮定した場合、1秒間に100発の拳を放つことができる）。
また書籍「聖闘士星矢大全」には、過去の聖戦で失われた聖衣として彫刻具星座の青銅聖衣の存在が記されており、彫刻具星座の聖闘士は戦闘支援を目的とし、彫刻室星座の聖闘士と共に聖衣修復の任務に当たっていたとの記述がある。

## 主要キャラクター
以下のキャラクターについては内部リンク先を参照。
- 天馬星座の星矢
- 龍星座の紫龍
- 白鳥星座の氷河
- アンドロメダ星座の瞬
- 鳳凰星座の一輝

## 一覧
- 個々の人物の詳細はそれぞれ名前の欄のリンク先・アンカー先を参照のこと。
- 画像の列のリンクは、東映アニメ『聖闘士星矢』冥王ハーデス冥界編 前章および後章のウェブサイト内への外部リンクである。
- 星座の列のソートボタンで元の順序に戻る。

| 星座             | 星座         | 名前   | 画像 | 声                                  | 年齢 | 身長  | 体重  | 出身地     | 修行地                     | 技                                                                  |
| ---------------- | ------------ | ------ | ---- | ----------------------------------- | ---- | ----- | ----- | ---------- | -------------------------- | ------------------------------------------------------------------- |
| 天馬星座         | ペガサス     | 星矢   | 画像 | 古谷徹 森田成一 石川界人            | 13歳 | 165cm | 53kg  | 日本       | ギリシア・聖域             | ペガサス流星拳 ペガサス彗星拳 ペガサスローリングクラッシュ          |
| 龍星座           | ドラゴン     | 紫龍   | 画像 | 鈴置洋孝 櫻井孝宏 成田剣 赤羽根健治 | 14歳 | 172cm | 53kg  | 日本       | 中国・廬山五老峰           | 廬山昇龍覇 / 廬山龍飛翔 廬山百龍覇 / 廬山亢龍覇                     |
| 白鳥星座         | キグナス     | 氷河   | 画像 | 橋本晃一 三浦祥朗 宮野真守 小野賢章 | 14歳 | 173cm | 60kg  | ロシア     | 東シベリア                 | ダイヤモンドダスト ホーロドニースメルチ オーロラサンダーアタック/他 |
| アンドロメダ星座 | アンドロメダ | 瞬     | 画像 | 堀川亮 粕谷雄太 神谷浩史 岡本信彦   | 13歳 | 165cm | 51kg  | 日本       | ソマリア沖・アンドロメダ島 | ネビュラチェーン/他多数                                             |
| 鳳凰星座         | フェニックス | 一輝   | 画像 | 堀秀行 小西克幸 杉田智和 野島健児   | 15歳 | 175cm | 62kg  | 日本       | 南太平洋・デスクィーン島   | 鳳凰幻魔拳 / 鳳翼天翔                                               |
| 一角獣星座       | ユニコーン   | 邪武   |      | 目黒光祐 石川英郎 草尾毅            | 13歳 | 165cm | 55kg  | 日本       | アルジェリア・オラン       | ユニコーンギャロップ ユニコーンヘッド                               |
| 子獅子星座       | ライオネット | 蛮     |      | 掛川裕彦 今村直樹 稲田徹            | 15歳 | 181cm | 83kg  | 日本       | タンザニア・キリマンジャロ | ライオネットボンバー                                                |
| 狼星座           | ウルフ       | 那智   | 画像 | 田中秀幸 草尾毅 小嶋一成 島田敏     | 14歳 | 171cm | 57kg  | 日本       | リベリア・ボミヒルス       | デッドハウリング                                                    |
| 大熊星座         | ベアー       | 檄     |      | 幹本雄之 福原耕平 梁田清之          | 15歳 | 188cm | 102kg | 日本       | カナダ・ロッキー山脈       | ハンギングベアー                                                    |
| 海ヘビ星座       | ヒドラ       | 市     | 画像 | 平野正人 小野坂昌也                 | 14歳 | 170cm | 56kg  | 日本       | フィンランド・ホルツ湖     | メロウポイズン                                                      |
| カメレオン星座   | カメレオン   | ジュネ |      | 鶴ひろみ 久川綾                     | 14歳 | 160cm | 45kg  | エチオピア | ソマリア沖・アンドロメダ島 |                                                                     |

## 銀河戦争出場者
銀河戦争に出場した者たち。前述の星矢たち主要キャラクター同様、すべて城戸光政を父に持つ異母兄弟である（ただしアニメ版では全員孤児で、瞬と一輝兄弟以外は血の繋がりはない）。城戸によって世界各地に送られた彼の100人の子供は、ほとんどの者たちが聖闘士になれず消息を絶つ中、彼らは5〜6年の修行を経て青銅聖闘士になった。
銀河戦争後は一時的に作品中から退場するが、実は銀河戦争での敗北から自分たちの非力さを自覚したため、各自のかつての修行地で再修業を受けていた。聖域十二宮編中盤に沙織のもとへ駆けつけ、その後のハーデス軍との闘いでも聖域で活躍した。なお市と蛮は銀河戦争編では本名が不明で、それぞれ「ヒドラ」「ライオネット」としか呼ばれておらず、聖域十二宮編での再登場時に本名が判明した。

### 一角獣星座の邪武
- 一角獣星座（ユニコーン[注 2]）の邪武（ジャブ）
- 年齢：13歳。身長：165cm。体重：55kg。誕生日：11月3日。血液型：B型。出身地：日本。修行地：アルジェリア・オラン。
- 技：ユニコーンギャロップ、ユニコーンヘッド(アニメ版)
- 声：目黒光祐[注 3]（TV版）、石川英郎（OVA『聖闘士星矢 冥王ハーデス編』以降の関連作品）、安田あきえ（TV版・幼少期）、草尾毅（聖闘士星矢Ω）、木村良平（ゲーム『ライジングコスモ』）

通称ユニコーン邪武。星矢同様の熱血漢。幼少時から沙織に心酔しており、沙織に対して反抗的な態度を取った因縁にあたる星矢とは何かと衝突していた。その想いは現在でも変わることがなく、同胞の孤児たちの中でも最も強い忠誠心の誇りを持ち、当初は沙織のボディガード的存在でもあった。
銀河戦争1回戦で蛮を圧倒的な差で倒すも、瞬との戦いでは星雲鎖（ネビュラチェーン）の防御力に歯が立たず、その後乱入してきた一輝に挑み敗北。
十二宮編での再登場時は、聖衣に当初無かった脛を覆うパーツが追加されていたが、聖衣の破損後に修復を受けたかどうかは言及されていない。また、アニメ版では星矢達メインキャラクターと同様に聖衣のデザインが大きく変更され、マスクパーツはヘルメット型に変更されており、ユニコーンの角がドリルのように回転して敵の聖衣を破壊する攻撃もみせる。
ハーデス軍との闘いに際しては、アテナの命により聖域に近づくことのできない星矢たちに代わり、市、那智とともにシャイナのもとで聖域の警備をしており、那智たちが苦戦していたハーデス軍の尖兵を一蹴し、天界編序奏でも市と共にシャイナの部下として聖域を警備していた。当初は頻繁に衝突していた星矢に対しても、銀河戦争以降は同じアテナの聖闘士として信頼を寄せている。アニメ版では聖域十二宮戦で他の青銅聖闘士達が星矢達の助太刀を主張した際に「悔しいが星矢達は既に俺達とはレベルが違う。行っても足手まといになるだけ」と諫めている。
星矢たちと比較すると見劣りするものの、決して弱い聖闘士ではなく、青銅聖闘士一のスピードといわれる星矢に匹敵する敏捷性を持つ。原作者の車田正美のコメントでは、当初の構想では星矢たち同様にレギュラーキャラクターとなるはずだったが、気の強さや熱血漢といった性格が星矢と共通するため、結局レギュラーから外れたとのこと。アニメでも当初は星矢のライバルとして位置づけられていた。
必殺技のユニコーンギャロップは、空中から1秒間に100発の蹴りを敵に浴びせる技である。

### 子獅子星座の蛮
- 子獅子星座（ライオネット）の蛮（バン）
- 年齢：15歳。身長：181cm。体重：83kg。誕生日：12月30日。血液型：B型。出身地：日本。修行地：タンザニア・キリマンジャロ。
- 技：ライオネットボンバー
- 声：掛川裕彦（TV版）、今村直樹（OVA『聖闘士星矢 冥王ハーデス編』）、稲田徹（聖闘士星矢Ω）、小田久史（Knights of the Zodiac）、浜添伸也（ゲーム『ライジングコスモ』）

通称ライオネット蛮。頑丈さが身上とされるが、その他は特筆すべき特徴も出番もないキャラクター。銀河戦争では邪武に完敗した直後のシーンしか描かれておらず、セリフも活躍の場もない。十二宮編での再登場で、初めて拳を振るう場面とセリフがあった。
アニメの銀河戦争では邪武を血反吐を吐くまで痛めつけるなど、闘う場面はあるものの、邪武の反撃の前にセリフがないまま完敗。後に星矢と紫龍の闘いで、仮死状態となった紫龍を蘇生させようとする負傷した星矢のもとに市や檄と共に駆けつけて応援の言葉を贈り、これが初のセリフとなった。
原作の銀河戦争時にはほかの青銅聖闘士たちと比べて平均的な身長であったが、アニメでは檄に次ぐ長身として描かれており、原作でも十二宮編、冥王ハーデス編後期と時が経つに従い、檄に並ぶほどの体躯として描写されるようになった。
必殺技のライオネットボンバーは、腕を十字に組んで敵に強力な体当たりを浴びせる技である。
聖衣のオブジェ形態は、獅子というより狛犬や沖縄のシーサーに似た姿である。

### 狼星座の那智
- 狼星座（ウルフ）の那智（ナチ）
- 年齢：14歳。身長：171cm。体重：57kg。誕生日：7月20日。血液型：AB型。出身地：日本。修行地：リベリア・ボミヒルス。
- 技：デッドハウリング
- 声：田中秀幸（TV版・初代）→草尾毅（TV版・第61話以降、Knights of the Zodiac）、佐藤智恵（TV版・幼少期）、小嶋一成（OVA『聖闘士星矢 冥王ハーデス編』）、島田敏（聖闘士星矢Ω）、小野賢章（ゲーム『ライジングコスモ』）

通称ウルフ那智。素早さをいかしたヒットアンドウェイ戦法を得意とする。銀河戦争1回戦で一輝と対戦することになり、唐突に姿を現した一輝に戦いを挑むが、鳳凰幻魔拳を受け全身をバラバラに引き裂かれる幻覚を見せられ、精神を破壊されて秒殺。しかし、後に奇跡的に復帰を遂げ、聖域十二宮編での再登場では雑兵たちを一蹴する。
冥王ハーデス編の冒頭では市と共に聖域内の警備を担当。ハーデス軍の尖兵である亡霊のような黒い外套の集団と戦い、攻撃がすり抜けてしまうため拳を当てることができずに苦戦した。
アニメでは、星矢たち主役5人と邪武以外で唯一、聖衣のオブジェ形態が劇中に登場する。銀河戦争1回戦（対一輝戦）にて「カモーン、ウルフクロス！」「（装着後）パーフェクト！」の掛け声と共に派手な聖衣装着シーンを披露した。
必殺技のデッドハウリングは、音速拳でカマイタチを作り出し、敵を切り裂く技である。

### 大熊星座の檄
- 大熊星座（ベアー[注 2]）の檄（ゲキ）
- 年齢：15歳。身長：188cm。体重：102kg。誕生日：5月15日。血液型：A型。出身地：日本。修行地：カナダ・ロッキー山脈。
- 技：ハンギングベアー
- 声：幹本雄之（TV版）、福原耕平（OVA『聖闘士星矢 冥王ハーデス編』、Knights of the Zodiac）、梁田清之（聖闘士星矢Ω）、乃村健次（ゲーム『ライジングコスモ』）

通称ベアー檄。青銅聖闘士の中でも肉体的パワーだけなら最強とされ、身長と体重ともに青銅聖闘士では一番。修行時代にはその怪力で何万頭もの大熊を絞め殺したと豪語する豪腕の持ち主。
銀河戦争では初戦で星矢と対戦し、両腕で星矢を捕まえて首をハンギングベアーで締め上げ失神させるが、意識を取り戻した星矢に両腕の原子を破壊され、直後に連続キックを受けて聖衣を破壊され敗退した。

### 海ヘビ星座の市
- 海ヘビ星座（ヒドラ）の市（イチ）
- 年齢：14歳。身長：170cm。体重：56kg。誕生日：2月10日。血液型：B型。出身地：日本。修行地：フィンランド・ホルツ湖。
- 技：メロウポイズン（毒牙による攻撃）
- 声：平野正人（TV版）、小野坂昌也（OVA『聖闘士星矢 冥王ハーデス編』、映画『天界編』、聖闘士星矢Ω、Knights of the Zodiac）、吉野裕行（ゲーム『ライジングコスモ』）

通称ヒドラ市。「勝敗は常に顔で決まる」と言い放つニヒルな性格の持ち主。モヒカン、黒いまぶたと異相で、蛇ののたうつような不気味な拳を放つ。銀河戦争1回戦で、氷河と激突。両手と両膝からのヒドラの毒牙を浴びせるが、白鳥星座の聖衣の前に遮られ、ダイヤモンドダストを受けて敗北。
冥王ハーデス編では雑兵たちの監督役として振舞い、雑兵からは「ヒドラの市さま」と呼ばれている。銀河戦争編では普通の口調だったが、この頃には語尾に「〜ざんす」が付くなど口調が変化していた。OVAでは、かつて敗北を喫した氷河に対し、自分以外の者に倒されることを許さないと、涙しつつ鼓舞激励する。天界編序奏でもシャイナの部下として聖域を警備していた。
ヒドラの聖衣には拳やニーパットに毒の牙が隠されており、聖衣から抜けても神話のヒドラの首のごとく無限に再生する。この牙は当初「ヒドラの毒牙」などと呼ばれており、「メロウポイズン」の名が明かされたのは後のこと。聖域十二宮編ではこの技で雑兵一人を倒している（この時言い放ったのが冒頭のセリフである）。
リュムナデスのカーサ、蟹座のデスマスクと並んで笑いのネタにされることの多いキャラクターである。

## その他

### カメレオン星座のジュネ
- カメレオン星座のジュネ
- 年齢：14歳。身長：160cm。体重：45kg。誕生日：4月17日。血液型：O型。出身地：エチオピア。修行地：ソマリア沖・アンドロメダ島。
- 声：鶴ひろみ、久川綾（Knights of the Zodiac）、茅野愛衣（ゲーム（『ライジングコスモ』）

アンドロメダ島でダイダロスの下で修行していた瞬の姉弟子（ただし聖闘士となったのは瞬より後）。戦闘時は聖衣に装備されている鞭（カメレオンの尾の部分のパーツ）で攻撃を繰り出し、その威力は一撃でコンクリート壁を砕くほど。
修行時代は、よく傷ついた瞬を介抱していた。ダイダロスが聖域により抹殺された後、聖域へ乗り込もうとする瞬を止めるために来日した。この際に、本来は女聖闘士は素顔を仮面で隠す掟があり、素顔を見られた相手は殺すか愛するしかないにもかかわらず、愛する瞬の前で自ら仮面を外すことで自分の気持ちを伝え、彼を必死に説得したが当て身を受けて気絶させられる。原作ではそれ以降の登場はないが、アニメではその後、瞬たちが聖域に乗り込んだことを魔鈴に伝え、彼らに助力した。
聖衣の下はタイツやストッキングのような着込みをしている。ただしジャンプ掲載時に初登場したシーンではタイツと脇腹のパーツは装着されていなかったが、単行本化の際にタイツ姿に修正された。この際、星座名もアメレオンからカメレオンに訂正されている。

## 関連用語
青銅聖衣（ブロンズクロス）
青銅聖闘士が身に纏う防具。ほぼ全身を覆っている黄金聖衣や脚のガードがしっかりしている白銀聖衣と比べて軽装で、最低限度の急所を保護するのみに留まる（アニメ版ではヘッドギアがヘルメットに変更、若干ガード部分が追加されている）。ただし防御力は聖衣によってまちまちで、龍星座の盾は白銀聖闘士でも手に余るほど。零下150度以下で凍結するが、これは永久氷壁で生まれた氷の聖衣と言われる白鳥星座の聖衣も例外ではない。
最下級の聖衣であるにもかかわらず、鳳凰星座の自己修復能力のように黄金聖衣にもない特別な能力や、アンドロメダ星座の星雲鎖（ネビュラチェーン）のような特殊な装備品を持つものがある。これは原作では述べられていないが、設定によれば上位の聖闘士の補助という青銅聖闘士の位置づけに起因するといわれる。また、廬山の大瀑布やシベリアの永久氷壁といった大自然に磨かれた、などの希少度の高い出自を語られた物もいくつか見られる。色に関しても、白銀聖衣や黄金聖衣がそれぞれ銀色（原作）、金色で統一されているのとは異なり、天馬星座は薄青（アニメは白）、龍星座は緑、白鳥星座は白、アンドロメダ星座は薄紅色（アニメの初期はピンク）、鳳凰星座は橙色（アニメでは多色）など、聖衣によって個体差がある。
冥王ハーデス編において主要メンバーの聖衣はアテナの血を浴び神聖衣（ゴッドクロス）へと変化するが、続編『聖闘士星矢 NEXT DIMENSION 冥王神話』では、その役目を終えたために元の青銅聖衣の姿に戻っている。